# Phil McNeely
Pour les articles homonymes, voir McNeely.
Phil McNeely (né à Cumberland en Ontario) est un homme politique canadien. Il a été député à l'Assemblée législative de l'Ontario, représentant la circonscription de Ottawa—Orléans sous la bannière du Parti libéral de l'Ontario jusqu'en juin 2014. Marie-France Lalonde lui a succédé.
Dans l'élection provinciale de 2003, il a défait le député progressiste-conservateur sortant Brian Coburn par environ 4 500 voix. Il a été nommé whip du gouvernement le 23 octobre 2003.
Il crée la controverse le 19 juillet 2006 lorsque, dans le contexte du conflit israélo-libanais de 2006, il qualifie l'État d'Israël d' "État rebelle" (rogue state). Il a immédiatement été rabroué par le premier ministre Dalton McGuinty, son chef de parti, qui a déclaré : «Les commentaires de M. McNeely ne reflètent ni l'opinion du gouvernement de l'Ontario ni celui du premier ministre.» McNeely a émis des excuses pour le langage qu'il a utilisé, mais dans une entrevue téléphonique avec le Ottawa Citizen, il a défendu ses commentaires, affirmant qu'il était si perturbé par la destruction et les morts au Liban qu'il se sentait obligé de les dénoncer. (Ottawa Citizen, jeudi le 20 juillet 2006, p. A1)
Il ne briguera pas d'un 4e mandat lors de l'élection générale du jeudi 12 juin 2014.